# 유영은
유영은은 대한민국의 텔레비전 드라마 연출감독이다.

## 학력 및 경력
- KBS 드라마본부 PD

## 드라마
- 2016년  KBS2 수목미니시리즈 《태양의 후예》(조연출)
- 2020년  KBS2 드라마스페셜 2020 《연애의 흔적》(연출)
- 2020년  KBS2 월화미니시리즈 《계약우정》(연출)
- 2022년  KBS2 월화미니시리즈 《붉은 단심》(연출)